# Devala

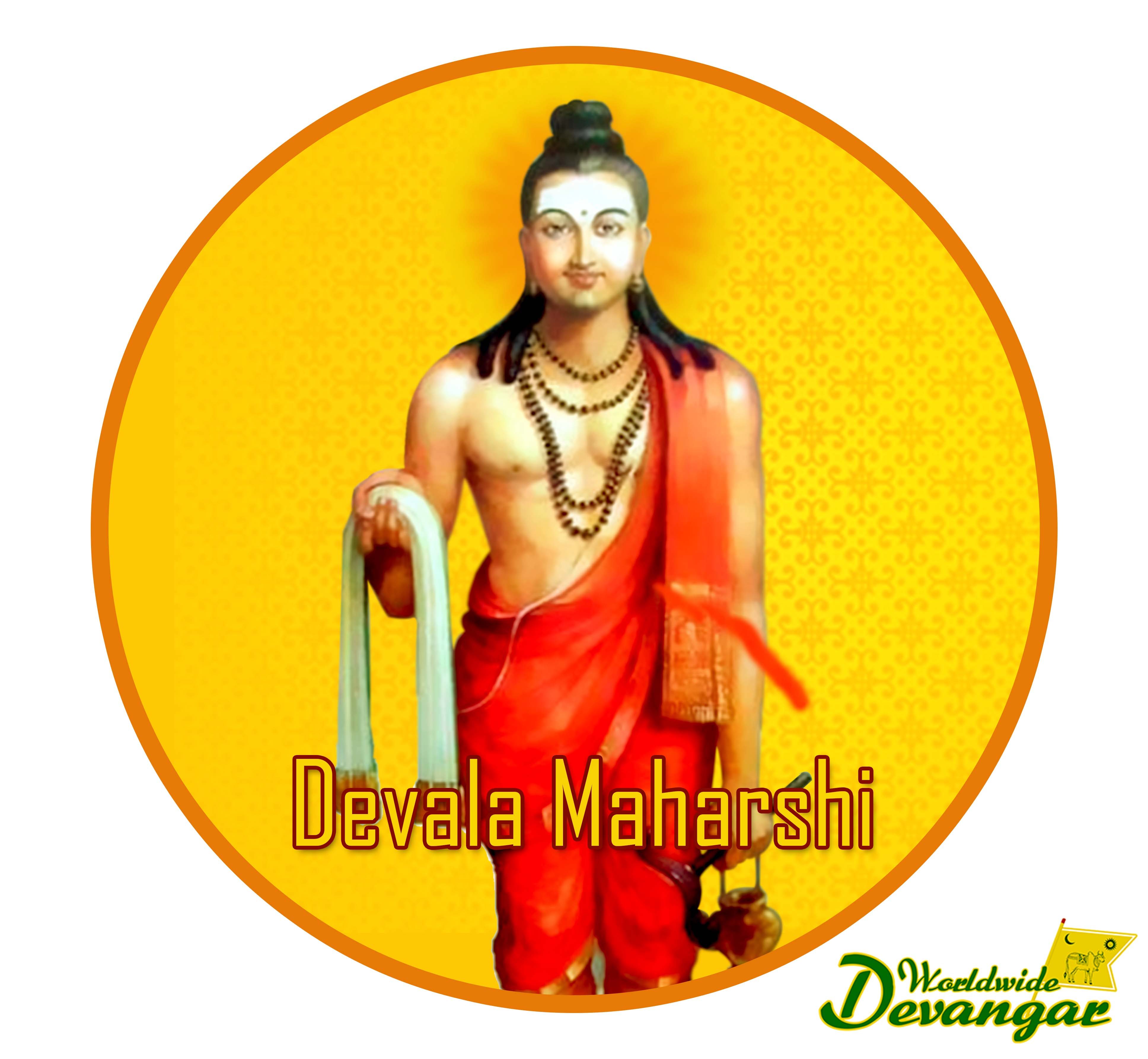
Logos no identificados

Para ver la ciudad de la India, consulte Devala.
En el marco de la mitología hinduista, Devala fue uno de los grandes rishis (sabios).
Es reconocido como una gran autoridad por otros sabios como Nárada y Viasa.
En el Bhagavad-guitá, el príncipe Áryuna lo mencionó.

## Etimología
- devala, en el sistema AITS (alfabeto internacional para la transliteración del sánscrito).
- देवल, en escritura devanagari del sánscrito.
- Pronunciación: /devála/.[1]
- Etimología: de deválaka: ‘sirviente de un devá’.[1]

## En el diccionario sánscrito-inglés de Monier Williams
Según el Sanskrit-English Dictionary del indólogo británico Monier Monier-Williams (1819-1899).
- devala o deválaka: sirviente a un ídolo (que subsiste gracias a las ofrendas que el pueblo le hace al dios; más a menudo aparece como devalaka. Según las Leyes de Manu (3.152.180) y el Majábharata.
- devala: hombre virtuoso y piadoso. Según el Unadi-sutra (1.108).
- Devala: nombre de un descendiente del sabio Kashiapa y uno de los autores del mandala 9 del Rig-veda (el texto más antiguo de la India, de mediados del II milenio a. C.).
- Devala: nombre del abuelo del gramático Panini.
- Devala: otro nombre del sabio Asita (Asita Devala). Según el Majábharata (siglo III a. C.).
- Devala: nombre de un hijo de Asita. Según el Majábharata y varios Puranas.
- Devala: nombre de un hombre que se menciona junto con Asita. Según textos Pravara.
- Devala: nombre de un hijo de Visuá Mitra. Se les llama devalas a sus descendientes. Según el Jari-vamsa.
- Devala: nombre de un astrónomo. Según el Brijat-samjitá de Varaja Mijira (505-587 a. C.).
- Devala Bhatta: nombre de un legislador. Según el escritor Madhusúdana y el Manu-artha-mukta-vali, el comentario de Kuluka Bhatta a las Leyes de Manu.
- Devala: nombre de un hijo de Pratiusha. Según el Majábharata y el Jari-vamsa.
- Devala: nombre de un hermano mayor de Dhaumia. Según el Majábharata.
- Devala: nombre del esposo de Eka-Parna. Según el Jari-vamsa.
- Devala: nombre del padre de Samnati (la esposa de Brahma Datta). Según el Jari-vamsa.
- Devala: nombre de un hijo de Krisha Ashua con Dhishana. Según el Bhágavata-purana (siglo XI d. C.).